# Elaeocarpus royenii
Elaeocarpus royenii là một loài thực vật có hoa thuộc họ Elaeocarpaceae.
Loài này chỉ có ở Indonesia.